# Miracast
Miracast — стандарт передачі мультимедіа-даних створений на основі технології Wi-Fi Direct, тобто без участі маршрутизатора. Застосовується переважно для трансляції відеопотоку та звуку.

## Характеристики
Стандарт затверджений об'єднанням Wi-Fi Alliance 19 вересня 2012 року. Повна назва торгової марки «Wi-Fi CERTIFIED Miracast™»
Може передавати:
- LPCM (2-канальний), Dolby AC3 (5.1-канальний), AAC.
- Відео H.264 роздільної здатності до 1920*1200.

Дані передаються у стандарті IEEE 802.11n та захищаються за допомогою WPA2.

## Переваги та недоліки
Перевагою є простота роботи та поширеність сумісних пристроїв (Android з версії 4.2 на чипсетах Nvidia (Tegra 3), Texas Instruments, Qualcomm, Marvell Technology Group, значна частина телевізорів зі SmartTV), Найбільшим недоліком є велика кількість часто не сумісних реалізацій.